# Magnum Photos
Magnum Photos este o organizație internațională fotografică cooperativă deținută de fotografi-membri, cu birouri în New York, Paris, Londra și Tokyo. Potrivit co-fondatorului Henri Cartier-Bresson, "Magnum este o comunitate de gândire, împărtășită de oameni de calitate, o curiozitate despre ceea ce se întâmplă în lume, un respect pentru ceea ce se întâmplă și o dorință de a transcrie vizual."

## Fondator al agenției
Robert Capa, David "Chim" Seymour, Henri Cartier-Bresson, George Rodger și William Vandivert (toți fotografi), Rita Vandivert și Maria Eisner au fost membri fondatori ai Magnum de la Paris din 1947, bazată pe o idee a lui Capa. Seymour, Cartier-Bresson și Rodger, toți au fost absenți de la ședința la care a fost înființată organizația. (ca răspuns la o scrisoare, spunându-i că el a fost un membru, Rodger, a scris că Magnum părea o idee bună, dar, "totul suna prea liniștit să fie adevărat," unde Capa a spus și el, "eu mai degrabă resping ideea din mintea mea".) Rita Vandivert a fost primul Președinte și șeful biroului din New York; Maria Eisner, șeful biroului din Paris. Planul a fost ca Rodger să acopere Africa și Orientul Mijlociu; Cartier-Bresson să acopere Asia de sud și de est; Seymour și William Vandivert să acopere Europa și Statele Unite ale Americii, iar Capa a fost liber să-și urmeze curiozitatea și evenimentele.
Magnum este una dintre primele site-uri cooperative, deținute și administrate în totalitate de către membri. Personalul împlinește un rol de sprijin pentru fotografii, care își păstrează toate drepturile de autor pentru munca lor.
Magnum de cooperare a inclus fotoreporteri din întreaga lume, care au acoperit mai multe evenimente istorice ale secolului 20. Cooperativele arhive cuprind fotografii reprezentând familia, viață, droguri, religie, război, sărăcie, foamete, crime, guvernul și celebrități. Magnum În Mișcare este ramura multimedia de Magnum Photos și este bazată în New York City.

Deși s-a afirmat că numele de "Magnum" a fost ales pentru că membrii fondatori ai mereu am băut o sticlă de șampanie în timpul primei întâlniri, Russell Miller scrie:
A fost . . . probabil deacord către cei prezenți la prima ședință] Magnum a fost un nou nume pentru o astfel de afacere îndrăzneață, indicativ așa cum a fost de măreț în traducerea literal latină, tenacitate în arma conotației și sărbătoare este în modul cu șampanie.

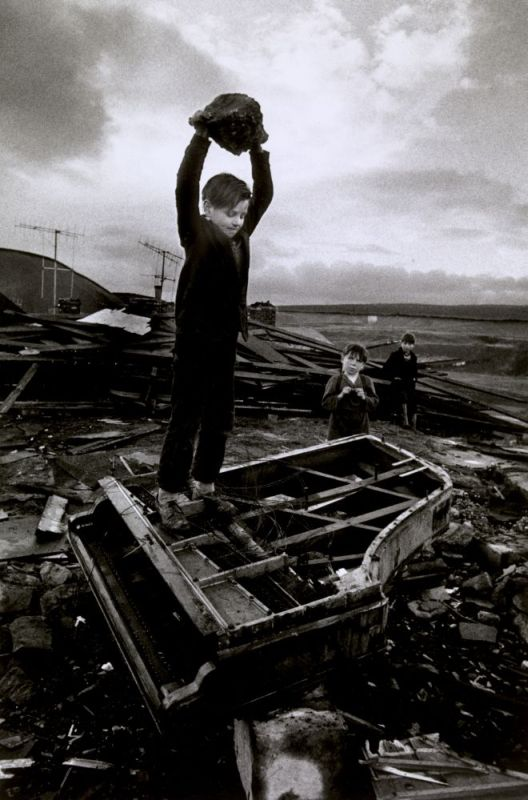
Băiatul distruge pianul la Pantaloni-y-Waen, South Wales, de Philip Jones Griffiths, 1961

.

## Alegerile de noi membri
În primii ani de Magnum, calitatea de membru a avut, în general, prin invitația personală a lui Robert Capa. Cu toate acestea, în 1955 a fost creat un sistem de aderare în trei etape, care continuă până în prezent și este descris mai jos  . Până în 1953 au fost, de asemenea, un număr mare de oameni care au folosit Magnum dar nu au fost membri.
Fotografii Magnum se întâlnesc o dată pe an, în ultimul weekend din iunie, în New York, Paris sau Londra, pentru a discuta despre afaceri decooperare. O zi a reuniunii este rezervată revizuirii portofoliilor potențiale de noi membri și votarea admiterii persoanelor. Un solicitant aprobat este invitat să devină membru "nominee" al Magnum, o categorie de membri care oferă o șansă membrilor și persoanei să se cunoască reciproc, dar aceasta nu include angajamente obligatorii pe nici o parte.
După doi ani de apartenență la Nominee, fotograful poate prezenta un alt portofoliu, în cazul în care dorește să depună o cerere de "membru asociat". Dacă are succes, fotograful este legat de regulile agenției și se bucură de facilitățile sale și de reprezentarea la nivel mondial. Diferența dintre un membru asociat și un membru cu drepturi depline este că un asociat nu este director al societății și nu are drept de vot în luarea deciziilor corporative. După încă doi ani, un asociat care dorește să fie considerat membru cu drepturi depline prezintă un alt portofoliu de lucru pentru examinare de către membri. Odată ales ca membru cu drepturi depline, individul este membru al Magnum pentru viață sau atâta timp cât alege fotograful.
 Nici un fotograf din Magnum nu a fost vreodată rugat să plece.

## Colecție de fotografii
În februarie 2010, Magnum a anunțat că societatea de capital de risc MSD Capital, Michael Dell, a achiziționat o colecție de aproape 200 000 de amprente tipografice originale ale fotografiilor realizate de fotografi Magnum. A format un parteneriat cu Centrul Harry Ransom de la Universitatea din Texas, Austin, pentru a păstra, a cataloga și a face fotografii accesibile publicului larg.În septembrie 2013 a fost anunțat că MSD Capital a donat colecția către Centrul de Răscumpărare. Un inventar preliminar este disponibil pentru cercetătorii care doresc să folosească colecția.

## Premiul pentru absolvenți de fotografie.
Premiul pentru absolvenți de fotografie a fost înființat în 2015 .

## Cărți
- America din Criza. New York, NY: Creasta de Presă; Holt, Rinehart și Winston, 1969. ISBN 9780030810206. Textul de Mitchel Levitas, editat de Charles Harbutt și Lee Jones, fotografii de Eve Arnold, Cornell Capa, Bruce Davidson, Elliott Erwitt, Burt Glinn, Philip Jones Griffiths, Charles Harbutt, Danny Lyon, Constantin Manos, Donald McCullin, Dennis Stock, Mary Ellen Mark și, eventual, altele.
- În Timpul Nostru: Lumea Văzută prin Magnum Fotografi. New York, Londra: W W Norton & Co Inc, 1989. ISBN 0-393-02767-8. De William Manchester. Cu eseuri de Manchester ("Imagini: un Unghi Larg"), Jean Lacouture ("Fondatorii") și Fred Ritchin ("ceea Ce este Magnum?"), și "Note Biografice și Selectate de Bibliografii" și "Bibliografia și Cronologie de Magnum" de Stuart Alexander.
- Magnum Peisaj. Londra: Phaidon, 1996. Cu un cuvânt înainte de Ian Jeffrey și texte de Henri Peretz, "Fenomenul de Peisaj" și "Cronologia Fotografia de Peisaj".
  - Hardback, 1996.
  - Paperback, 2005. ISBN 0-7148-4522-1.
- Magnum: Cincizeci de Ani de la prima Linie de Istorie de Russell Miller. New York, NY: Grove Press, 1999. ISBN 0-8021-3653-2.
- magnum°. Londra: Phaidon, 2002. ISBN 978-0-7148-4356-8. Text de Michael Ignatieff, design de Julia Hasting.
- Magnum Povești de Chris Boot. Londra: Phaidon, 2004. ISBN 0-7148-4245-1.
- În Lumea Noastră Se Concentreze. Londra: Cărucior Cărți, 2004. ISBN 1-904563-22-8.
- Magnum Magnum. Londra: Thames & Hudson, 2007. Editat de către Brigitte Lardinois.[95]
  - Compact flexibound ediție. Londra: Thames & Hudson, 2009, 2010. ISBN 978-0-500-28830-6.
- Pop Șaizeci de Magnum Photos. New York, NY: Abrams, 2008. ISBN 978-0-8109-9526-0.
- Lectură Magnum: O Arhivă Vizuală a Lumii Moderne, editat de Steven Hoelscher. Austin, TX: University of Texas Press, 2013. ISBN 978-0-292-74843-9.
- Magnum Analogice De Recuperare. Paris: Le Bal, 2017. Engleză și franceză ediții.

## A se vedea, de asemenea,
- Magnum În Mișcare
- Magnum Fundația